# オーランド・スタジアム
オーランド・スタジアムは南アフリカ共和国・ヨハネスブルグ・ソウェト・オーランド地区にあるスタジアムである。
1959年に37500UKポンドの建設費をかけて完成。当時の収容能力は24000名だった。
現在のスタジアムは2008年に完成し、現在はプレミアサッカーリーグのオーランド・パイレーツの本拠スタジアムになっている。また2010年にはスーパー14の準決勝・決勝が開催された。これは2010 FIFAワールドカップ準備によりブルズの本拠ロフタス・ヴァースフェルド・スタジアムが使用不可の措置である。
また2010年6月10日にはW杯前夜祭コンサートも開催された。